# Nocturnal Depression

## Hình thành
Nocturnal Depression là nhóm nhạc chơi thể loại Depressive Black/Suicide Metal của Pháp. Ban nhạc ra đời năm 2004 sau khi đã phát hành vài album Demo mang phong cách đặc biệt
Âm nhạc của Nocturnal Depression mang nặng tâm trạng ưu tư, sầu thảm và khơi gợi nhiều cảm xúc trầm mặc cho người nghe. Có thể kể ra các tác phẩm tiêu biểu như: Soundtrack For A Suicide, Four Seasons For A Depression,Nostalgia, The Cult Of Negations...

## Danh sách các đĩa hát
- Suicidal Thoughts, demo (2004)
- Near to the Stars, demo (2004)
- Soundtrack for a Suicide,demo (2005)
- Fuck Off Parisian Black Metal Scene, demo (2005)
- Fragments of a Broken Past (2006)
- Funeral RIP (Split 2006)
- Four Seasons to a Depression,demo (2006)
- Soundtrack for a Suicide - Opus II (2007)
- Reflections of a Sad Soul (CD, 2008)
- Wedard (Split 2009)
- Dismal Empyrean Solitude (Split 2009)
- Kaiserreich (Split 2010)
- The Cult of Negation (CD, 2010)